# WWE 2K20
WWE 2K20 to profesjonalna gra wideo o wrestlingu stworzona przez Visual Concepts i wydana przez 2K. Została wydana na całym świecie 22 października 2019 roku na platformy Microsoft Windows, PlayStation 4, Xbox One. Jest to dwudziesta pierwsza odsłona serii WWE, siódma pod szyldem WWE 2K i następca WWE 2K19. 2K20 jest pierwszą grą z serii, która nie została stworzona przez firmę Yuke's, która opracowała każdą odsłonę serii od jej powstania w 2000 roku. Visual Concepts, które wcześniej współpracowało z Yuke's jako współtwórcy od 2014 roku, przejęło rolę głównego studia dla serii.
WWE 2K20 otrzymało w przeważającej mierze negatywne recenzje, a krytycy gry zauważyli regres jakości w porównaniu do 2K19. Od tego czasu gra zyskała rozgłos zarówno w środowisku wrestlingu, jak i graczy ze względu na liczne błędy w momencie premiery i inne problemy techniczne. W odpowiedzi na porażkę, 2K anulowało WWE 2K21 i zawiesiło serię na dwa lata, z spin-offem, WWE 2K Battlegrounds, wydanym w 2020 roku, a następnie powrotem głównej serii z WWE 2K22, który ukazał się 11 marca 2022 roku.

## Rozgrywka
Tryb 2K Showcase w WWE 2K20 obraca się wokół Four Horsewomen WWE (Bayley, Becky Lynch, Charlotte Flair i Sasha Banks), od Charlotte VS. Natalya o NXT Women’s Championship w NXT do triple threat winner takes all matchu pomiędzy Lynch, Flair i Rondą Rousey o Raw i SmackDown Women’s Championship na WrestleManii 35. Gracze przejmują kontrolę nad różnymi unikalnymi modelami Bayley, Banks, Lynch i Flair w 15 walkach. Tryb 2K Towers, po raz pierwszy wprowadzony w WWE 2K19, powrócił do serii. WWE 2K20 zawiera kobiecą historię MyCareer wraz z męską historią, pierwszą dla 2K. (Poprzednie gry THQ miały kobiece historie). Historia rozgrywa się w kwietniu 2029 roku, gdzie Red i Tre zostali wprowadzeni do WWE Hall of Fame jako członkowie Class of 2029, co miało miejsce przed WrestleManią 45 w Las Vegas w Nevadzie (znaną również w grze jako WrestleMania 2029, jako fikcyjna wersja tegorocznego wydarzenia), 11 lat po zakończeniu fabuły WWE 2K19 MyCareer, w której walki śledzą perspektywy ich kariery, zanim postawią swoje miejsca na szali przeciwko Samoa Joe i Brooklyn Von Braun na WrestleManii 45 pod koniec historii.
Powrócił tryb WWE Towers, z jedną z wież, znaną jako "Story Tower", skupioną wokół Romana Reignsa, z walkami z unikalnym komentarzem, od Extreme Rules w 2013 roku, jako członek The Shield, z Sethem Rollinsem, wraz z Deanem Ambrosem u boku, przeciwko Team Hell No (Daniel Bryan i Kane), do Stomping Grounds w 2019 roku, przeciwko Drew McIntyre’owi. Wszystkie walki wykorzystują współczesne odpowiedniki supergwiazd i odbyły się na arenie WrestleMania 35.

## Premiera gry
WWE 2K20 to pierwsza gra z serii stworzona wyłącznie przez Visual Concepts; poprzednie pozycje były współtworzone przez japońskiego dewelopera Yuke's. Według doniesień Eminem miał być kuratorem ścieżki dźwiękowej gry na wczesnym etapie rozwoju, ale rozmowy z raperem zakończyły się niepowodzeniem po tym, jak wiadomość wyciekła, zanim została oficjalnie ogłoszona.
W dniu 5 sierpnia 2019 roku firma 2K ogłosiła WWE 2K20, ze zwiastunem zapowiadającym Becky Lynch i Romana Reignsa jako gwiazdy okładki. W zwiastunie pojawiają się różne gwiazdy i legendy WWE uczestniczące w imprezie w ogromnej rezydencji, zanim zostanie ona przerwana przez Lynch przebijającą się przez szklany sufit. Lynch następnie przeprasza właściciela rezydencji, którym okazuje się być Hulk Hogan. Lynch następnie odwraca się, by stanąć twarzą w twarz z Reignsem, który wkrótce chwali ją za scenę, a następnie ujawnia ich jako gwiazdy okładki i tagline "Step Inside". Jest to pierwsza gra z serii WWE 2K, w której pojawiła się żeńska gwiazda okładki (ostatnio w grze THQ WWE SmackDown vs. Raw 2007 na okładce NTSC pojawiła się Torrie Wilson), a także pierwsza gra od czasu WWE All Stars, w której pojawiła się więcej niż jedna gwiazda okładki.
Edycja kolekcjonerska była poświęcona 20. rocznicy WWE SmackDown i zawierała podpisaną kartę z podpisem Kurta Angle’a, Edge’a lub Reya Mysterio oraz tabliczkę z fragmentem maty ringu SmackDown z lat 2002-2008.

### Zawartość po premierze
Do gry wydano cztery rozszerzenia jako zawartość do pobrania pod hasłem "WWE 2K Originals", które obejmują odcinki Showcase, Story Towers, areny oraz skórki postaci i akcesoria oparte na ustawieniach fantasy. Wszystkie rozszerzenia DLC (z wyjątkiem "Bump in the Night") zostały udostępnione jako część przepustki sezonowej, podczas gdy przepustka sezonowa była dołączona do edycji deluxe i kolekcjonerskiej gry. Pierwszy z nich, "Bump in the Night" (który był również dołączony jako bonus w przedsprzedaży), to rozszerzenie o tematyce horroru skupione na postaci Braya Wyatta "The Fiend", z gablotą skupiającą się na Finnie Bálorze, uwalniając jego prawdziwą moc jako "Króla Demonów", walczącego przeciwko "The Swampfather" Brayowi Wyattowi i jego siłom, z wieżami fabularnymi skupiającymi się na "The Fiend" Brayu Wyattcie, Fed-Up Sheamusie, Twisted Nikki Cross, Final Girl Mandy Rose i Danielu Bryanie, a także Zombie Sashy Banks i ThanksRusev Day, drugie rozszerzenie "Wasteland Wanderers" to rozszerzenie o tematyce dystopijnej, skupiające się na Seth the Wanderer w jego dążeniu do pokonania swojego władcy, Samoa Joe, w tym Showcase, z wieżami fabularnymi skupiającymi się na Survivor Elias, Survivor Rhea Ripley, Survivor Pete Dunne i Survivor Roman Reigns, a także Artic Shield Roman Reigns i New Years Ricochet, trzeci oparty jest na cyfrowej serii WWE Southpaw Regional Wrestling (parodia lokalnych promocji wrestlingu w latach 80.), z wizytówką skupiającą się na firmie pod wrogim przejęciem przez Mr. Mackelroy (Tyler Breeze), kupując firmę i niszcząc ją raz na zawsze, dopóki załoga Southpaw nie będzie miała nadziei na odzyskanie własności firmy w serii best-of-five, z wieżami fabularnymi skupiającymi się na Mr. Mackelroy (Tyler Breeze), Misfit Molly (Becky Lynch), The Perth Peppies (The IIconics) (Heather (Billie Kay) i Other Heather (Peyton Royce)) Big Bartholomew (Rusev) oraz Street Zack Ryder i Street Curt Hawkins (Zack Ryder i Curt Hawkins), a czwarty, "Empire of Tomorrow", zawiera futurystyczny motyw i skupia się na postaciach kobiecych, z prezentacją skupiającą się na Hakerce Asuce (która mówi w swoim ojczystym języku japońskim podczas komentarza w tej prezentacji), która odrzuciła ofertę Authority Megacorp, kierowaną przez przewodniczącą Alexę Bliss, mając nadzieję na pokonanie sił megakorpu w Neo-Osaka, z wieżami fabularnymi skupiającymi się na Robot Hunter The Miz, Robot Hunter Keith Lee, Hacker Johnny Gargano i Hacker Io Shirai. Xavier Woods, Kofi Kingston i Big E z The New Day pojawili się w przerywnikach otwierających i kończących każdy z dodatków DLC.

## Odbiór
WWE 2K20 otrzymało "ogólnie nieprzychylne recenzje" na wszystkich platformach według agregatora recenzji Metacritic. Recenzenci krytykowali fizykę, grafikę, celowanie, zmianę sterowania i liczne usterki.
Brian Fowler z IGN powiedział, że gra była "bałaganem", a jakość gry uległa pogorszeniu od czasu jej poprzedniczki, a wiele modeli postaci wyglądało, jakby "wyczołgały się z gry wrestlingowej z epoki PS2". Ben Wilson z GamesRadar+ wydał werdykt, że "WWE 2K20 gra jak demo w toku, które nie zostało jeszcze przetestowane - ale gdzieś pod gorącym bałaganem jest przyzwoita gra." Pisząc dla GameSpot, Richard Wakeling skrytykował tryb MyCareer, nowy układ sterowania i liczne problemy techniczne, i ogłosił go najgorszym z serii WWE 2K oraz momentem, w którym seria "sięgnęła dna".
Gra spotkała się ze znaczącym sprzeciwem na platformach mediów społecznościowych, gdzie hashtag #FixWWE2K20 zaczął zyskiwać na popularności. Wielu graczy, którzy zakupili edycję kolekcjonerską, ujawniło, że ich karta graficzna nie została podpisana, a Edge i 2K natychmiast odesłały edycje do ponownego podpisania. Na początku 2020 roku gra stała się prawie niegrywalna z powodu błędu "Y2k20".
WWE 2K20 zostało uznane za jedną z najgorszych gier 2019 roku przez IGN, Metacritic, Mint i PlayStation Universe. Gra znalazła się wśród nominacji do nagrody WrestleCrap's Gooker Award dla najgorszego gimmicku, fabuły lub wydarzenia w wrestlingu w 2019 roku, przegrywając z głównym wydarzeniem tegorocznego Hell in a Cell. Witryna zauważyła, że Hell in a Cell mający WWE 2K20 jako sponsora prezentującego mógł zapowiadać jakość programu, zauważając, że "widok zwycięzcy Gookera sponsorowanego przez drugiego wicemistrza nagrody to zupełnie nowe zjełczałe terytorium".

### Przyszłość serii
W kwietniu 2020 roku były scenarzysta gier wideo WWE Justin Leeper poinformował, że następca WWE 2K20, WWE 2K21 został anulowany z powodu pandemii jako jednego z powodów. Decyzja została podjęta ze względu na wpływ pandemii COVID-19 na branżę gier wideo oraz słabą sprzedaż i odbiór 2K20. Leeper stwierdził, że 2K opublikuje inną grę WWE w 2020 roku, podczas gdy WWE 2K22 zostanie wydany w 2021 roku na konsole obecnej generacji i "prawdopodobnie" komputery PC. Jednak w 2021 roku premiera WWE 2K22 została opóźniona do marca 2022 roku.
W kwietniu 2020 roku, podczas konferencji WWE w sprawie zysków za 1. kwartał, prezes WWE Vince McMahon został zapytany, czy 2K21 zostało anulowane, a następnie przekazał pytanie dyrektorowi finansowemu WWE, Frankowi Riddickowi, który ujawnił, że gra została anulowana. 27 kwietnia 2020 roku 2K ogłosiło spin-off WWE 2K Battlegrounds, który został wydany 18 września 2020 roku, z mieszanymi recenzjami.